# São Domingos do Maranhão
São Domingos do Maranhão é um município brasileiro do estado do Maranhão.
Sua população, segundo o Censo 2022 do Instituto Brasileiro de Geografia e Estatística (IBGE), é de 34 034 habitantes.

## História
O lugar em que está instalada a sede do município foi descoberto em 1894 por José Tibúrcio Feio, que lá se fixou com sua família à beira de uma lagoa que passaria a ser conhecida como Lagoa do Zé Feio. Com água em abundância e terras bastante férteis, o povoado fundado pelo pioneiro cresceu rapidamente, em especial a partir de 1932, com a chegada de famílias nordestinas.
Em 1940, pelo Decreto-Lei municipal Nº 15, de 20 de janeiro desse ano, passou à condição de distrito do município de Colinas, com denominação de Pucumã, que conservou quando de sua elevação à categoria de vila em 1947. A 24 de setembro de 1952, pela Lei Nº 756, tornou-se cidade e sede do município de São Domingos do Maranhão, com territórios desmembrados de Colinas e Presidente Dutra. Seu primeiro prefeito (nomeado) foi Aluízio Brandão.

## Geografia
O município de São Domingos do Maranhão possui uma extensão territorial de 1.151,978 quilômetros quadrados, ocupando a 88 posição entre os 217 municípios maranhenses em termos de área.

### Demografia
Segundo dados do Censo Demográfico de 2022, São Domingos do Maranhão contava com 34.034 habitantes, resultando em uma densidade populacional de aproximadamente 29,54 habitante por quilômetro quadrado. No contexto estadual, o município ocupava a 40 posição em número de habitantes e a 54 em densidade demográfica comparando-se com outros municípios do estado do Maranhão. A estimativa populacional para o ano de 2024 era de 35.221 habitantes.

### Educação
Em 2010, a taxa de escolarização de crianças entre 6 e 14 anos em São Domingos do Maranhão era de 97,8 %, colocando o município na 41 colocação entre os 217 do estado. Quanto ao Índice de Desenvolvimento da Educação Básica (IDEB) referente ao ano de 2023, os anos iniciais do ensino fundamental na rede pública apresentaram índice de 5,1 enquanto os anos finais atingiram 4,1.
| Taxa de escolarização de 6 a 14 anos de idade [2010]             | 97,8 %           |
| IDEB – Anos iniciais do ensino fundamental (Rede pública) [2023] | 5,1              |
| IDEB – Anos finais do ensino fundamental (Rede pública) [2023]   | 4,1              |
| Matrículas no ensino fundamental [2023]                          | 5.598 matrículas |
| Matrículas no ensino médio [2023]                                | 1.454 matrículas |
| Docentes no ensino fundamental [2023]                            | 499 docentes     |
| Docentes no ensino médio [2023]                                  | 68 docentes      |
| Número de estabelecimentos de ensino fundamental [2023]          | 50 escolas       |
| Número de estabelecimentos de ensino médio [2023]                | 3 escolas        |

Fonte: IBGE

## Economia
Em 2021, o Produto Interno Bruto (PIB) per capita de São Domingos do Maranhão foi de R$ 10.350,64, valor que colocava o município na 73 posição entre os 217 do estado do Maranhão. Já em 2023, as receitas oriundas de fontes externas representavam 93,61 % do total arrecadado pelo município, o que o posicionava em 113 lugar no ranking estadual.
| PIB per capita [2021]                                                                           | 10.350,64 R$      |
| Índice de Desenvolvimento Humano Municipal (IDHM) [2010]                                        | 0,582             |
| Total de receitas brutas realizadas [2023]                                                      | 150.914.879,37 R$ |
| Transferências correntes (Percentual em relação às receitas correntes brutas realizadas) [2023] | 93,61 %           |
| Total de despesas brutas empenhadas [2023]                                                      | 150.593.897,10 R$ |

Fonte: IBGE
| Salário médio mensal dos trabalhadores formais [2022]                                             | 1,6 salários mínimos |
| Pessoal ocupado [2022]                                                                            | 3.451 pessoas        |
| População ocupada [2022]                                                                          | 10,14 %              |
| Percentual da população com rendimento nominal mensal per capita de até 1/2 salário mínimo [2010] | 54,7 %               |

Fonte: IBGE